# 일본의 길거리 패션

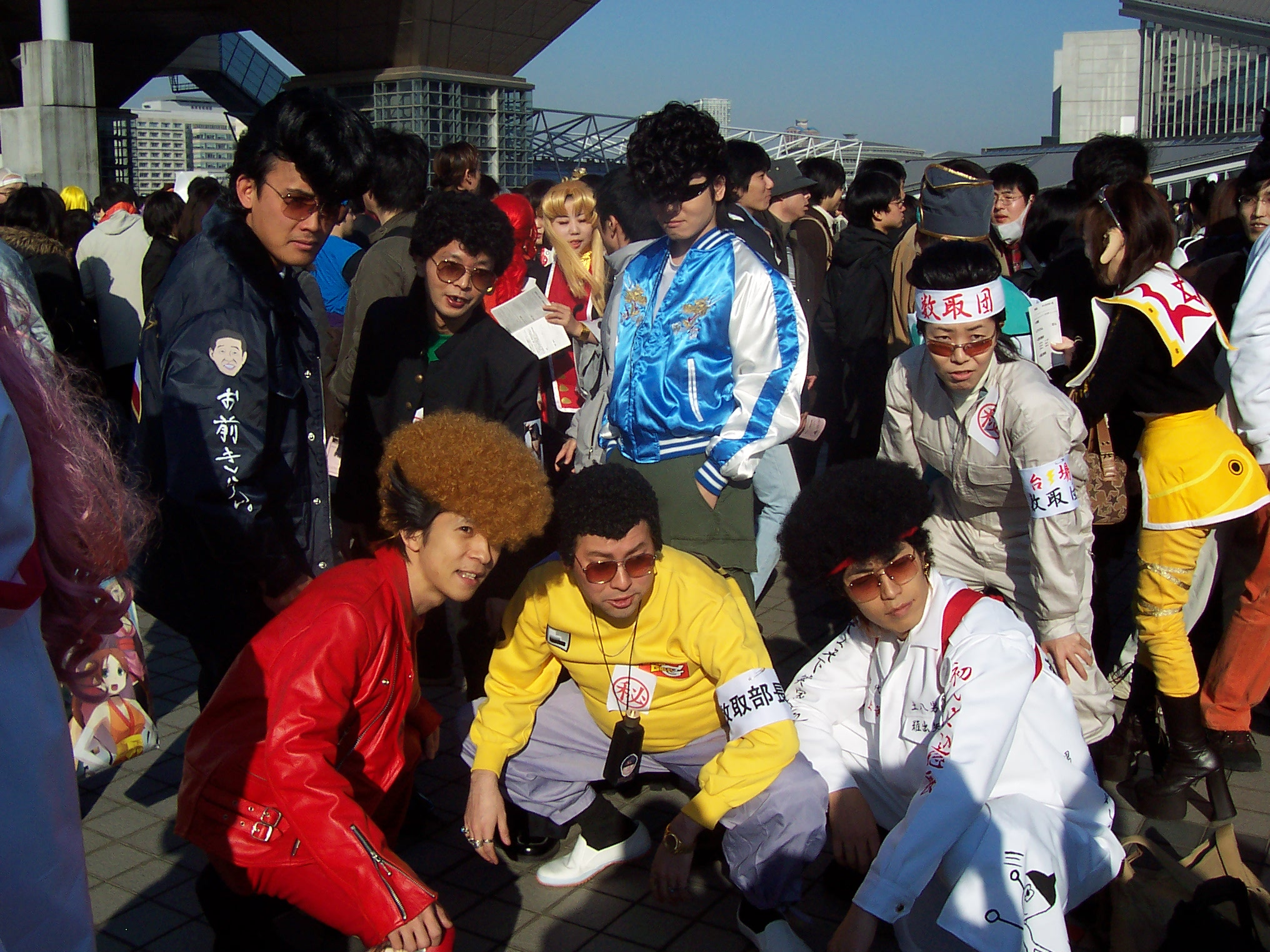

일본의 길거리 패션은 일본의 현대 의복의 여러 가지 스타일을 가리킨다. 국내와 외국 패션 브랜드의 혼합으로 만들어진 일본 스트리트 패션은 그들만의 독특한 스타일을 가지고 있는 경향이 있는데, 일부는 극단적이고 아방가르드적이며, 유럽 캣워크에서 볼 수 있는 오트 쿠튀르 스타일과 유사하다.
1990년대와 2000년대 초반에 엄청난 인기를 얻었지만, 많은 유행들이 2000년대 후반과 그 이후 인기의 하락을 경험했다; 이러한 경향의 많은 상승과 하락은 일본의 길거리 패션의 홍보로 유명한 패션 잡지인 Fruits에서 1997년 이후로 Aoki 쇼이치에 의해 고질화되었다.

## 역사
2003년 도쿄의 언더그라운드 클럽계에 오랫동안 존재해 온 일본 힙합이 주류 패션 산업에 영향을 미쳤다. 이 음악의 인기는 너무 영향력이 커서 도쿄의 젊은이들은 그들이 가장 좋아하는 힙합 스타들을 그들이 특대형 옷을 입는 방식에서부터 그을린 피부에 이르기까지 모방했다.

## 현대 일본 길거리 패션
비록 수년에 걸쳐 스타일이 바뀌었지만, 오늘날 도쿄에서는 여전히 스트리트 패션이 두드러지고 있다. 하라주쿠(우라하라주쿠), 아오야마, 긴자, 오다이바, 신주쿠, 시부야와 같은 대도시 패션지구에서 젊은이들은 종종 하위문화 복장을 하고 있는 것을 볼 수 있다.

### 로리타
그 경계 안에 많은 다른 주제들을 포함하는, 롤리타는 일본 거리 패션에서 더 크고, 더 알아보기 쉬운 스타일들 중 하나가 되었고 세계적으로 인기를 얻고 있다. 치마나 드레스는 보통 무릎 길이 이하에서 입으며 아래는 볼륨감 있게 입는다. 블라우스나 상의는 레이스로 다듬거나 빅토리아 시대나 로코코 스타일로 짜여져 있다. 양말이나 스타킹의 길이는 발목에서 허벅지 높이까지 갈 수 있고 레이스로 덮일 수 있다. 이런 스타일의 옷을 입는 사람들은 종종 메리 제인이나 부츠를 신는다. 롤리타 패션에서 더 잘 알려진 서브 스타일은 다음과 같다.
- 고딕 로리타  -  동양과 빅토리아 시대의 고트 양식의 영향을 많이 받은 롤리타이다. 종종 어두운 색깔과 해골, 박쥐, 거미와 같은 모티브로 장식된 장신구들 그리고 팀 버튼 영화의 캐릭터들과 같은 다른 인기 있는 고딕 아이콘들로 특징지어진다. 빅토리아 시대의 철문과 건축 디자인 또한 드레스 프린트에서 자주 볼 수 있다. 보닛, 직사각형 헤드드레스, 브로치는 고딕 롤리타의 인기 있는 액세서리이다.
- 스위트 로리타 -  가장 어린애 같은 스타일이며, 주로 아기 동물, 동화 같은 주제와 순진하고 어린아이 같은 복장으로 특징지어진다. 그것은 원래 빅토리아 시대 아동복과 일본에서 매우 널리 퍼져있는 카와이 문화에서 영감을 받았다. 파스텔 색상은 종종 사용되지만, 일부 드레스나 스커트는 더 어둡거나 음침한 색을 나타낼 수도 있습니다. 큰 머리 활, 귀여운 지갑, 그리고 박제 동물은 스위트 롤리타의 인기 있는 액세서리이다.
- 클래식 로리타 - 이 서브 스타일의 주제는 로코코나 빅토리아 시대의 역사적 패션과 더 유사하다. 이 룩에 사용되는 색상은 보통 음소거되므로 이 서브 스타일은 좀 더 성숙된 느낌을 준다. 꽃무늬와 단색도 흔하지만 화려한 무늬도 전례가 없는 것은 아니다. 작은 머리 활, 보닛, 직사각형 머리 드레스와 헤어 코르사지는 클래식 롤리타의 인기 있는 액세서리이다.
- 펑크 로리타-펑크와 롤리타의 영향을 혼합한 실험 스타일. 그것은 때때로 대부분의 '로리타 실루엣'을 유지하면서 분해되거나 미친 것처럼 보일 수 있다.
- 코도나 - 즉 '남자 스타일'과 Ouji는 빅토리아 시대 소년들의 의상에 영향을 받은 롤리타의 남성적인 상대이다. 짧은 카프리 스타일의 팬츠인 프린스 팬츠는 무릎을 잘라내는데, 대개 약간의 디테일이 있는 바지(레이스날 커프스 등)는 남성용 블라우스, 톱 모자, 무릎 양말 등을 주로 착용한다.[4]

### 갸루
갸루는 1990년대에 시작된 일본의 길거리 패션의 한 종류이다. 갸루는 인조미(가발, 가짜 속눈썹, 가짜 손톱 등)에 초점을 맞추고 있다. 갸루는 또한 서양 패션에 강한 영감을 받았다.

### 간구로
일본 길거리 패션의 간구로 스타일은 1990년대 초에 일본 소녀들 사이에서 인기를 끌었고 2000년대 초에 정점을 찍었다. 간구로는 갸루 패션의 더 큰 하위문화로 전락한다. 간구로는 일반적으로 밝은 색깔의 옷, 미니 스커트, 넥타이가 있는 사롱을 포함한다. 간구로 스타일은 탈색 머리, 짙은 선탠, 가짜 속눈썹, 흑백 아이라이너, 팔찌, 귀걸이, 반지, 목걸이, 플랫폼 슈즈 등으로 구성되어 있다.
많은 사람들은 나미에 아무로가 간구로 스타일의 선두주자였다고 생각한다. 피부가 검게 그을리고 머리를 염색한 그녀의 공식 석상이 있은 직후, 많은 일본 소녀들이 그녀의 사례를 따르기 시작했다. "야만바"와 "만바"라는 용어는 간구로의 극단적인 끝을 가리킨다.

### 코갈
코갈은 고등학교 교복에 바탕을 두고 있지만, 짧은 치마와 루즈삭스, 자주 염색된 머리카락과 스카프를 가지고 있다. 코갈족의 구성원들은 자신을 갸루(갈)라고 부르기도 한다. 이 스타일은 1990년대에 두드러졌으나 그 이후 쇠퇴하고 있다.

### 폭주족
1990년대 이후 폭주족 패션은 인기가 없었지만, 전형적인 폭주족 패션은 종종 애니메이션, 만화, 영화와 같은 많은 일본 매체의 형태로 묘사되고 심지어 캐리커처화되었다. 전형적인 폭주족 대원은 노동자가 입는 것과 같은 점프슈트나 간지 구호가 새겨진 오버코트 형태의 군대인 도꼬후쿠(假假假) 로 묘사되었다.
이들은 보통 셔츠가 없는 열린 채로 입고, 붕대를 감은 토르소나 키 큰 부츠 안에 들어 있는 헐렁한 바지와 잘 어울리는 바지를 자랑한다.

### 데코라
데코라 스타일은 1990년대 후반/2000년대 초반에 시작되었고 일본 내외에서 큰 인기를 끌었다. 그것은 뮤지컬 데뷔 전에 하라주쿠 패션계에서 두각을 나타낸 가수 카이리 파뮤 파뮤가 그 예이다. 옷을 입는 사람들은 대개 그들의 장식을 위해 색상 팔레트를 고수한다. 핑크 데코라, 레드 데코라, 다크 데코라, 레인보우 데코라. 평범한 셔츠와 후드티를 짧은 투투처럼 생긴 스커트와 함께 입는 경우가 많았다. 머리와 화장 자체는 아주 평범한 경향이 있다. 하지만, 장식에서 가장 중요한 부분은 앞머리와 앞머리가 거의 보이지 않을 때까지 귀여운 액세서리의 많은 층을 쌓는 것이다. 스타킹, 다리 워머, 팔 워머, 무릎 양말도 서로 다른 층으로 겹쳐 입는다. 일반적인 세부 사항에는 레오파드 프린트 및 패턴 있는 치과 마스크도 포함된다. 그 이후 그 스타일은 인기가 떨어졌지만 여전히 전세계적으로 많은 추종자들이 있다.

### 비주얼계
비주얼계는 1980년대 중반 서양의 글램 록과 글램 메탈과 비슷한 인상적인 메이크업, 특이한 헤어 스타일, 화려한 의상으로 구성된 일본 음악가들이 만든 스타일이다. 양성성 또한 그 스타일의 인기 있는 측면이다. 이 스타일의 더 유명하고 영향력 있는 예술가들 중에는 X Japan, Luna Sea, Versailles, The Gazette, Mejibray, Royz, L'Arcen Ciel, An Cafe, Maly Mizer, Diaura 등이 있다.

### 오샤레계
오샤레계는 밝은 색과 많은 팝적인 인상을 가진 비주얼계의 반대편이다. 이것은 이런 스타일의 밴드가 화려한 의상을 입거나, 데코라 또는 팝 케이 스타일로 옷을 입음으로써 그 의미에 부응한다. 그래서, 그들 중 많은 수가 엄청난 양의 보석과 만화 캐릭터와 동물들이 매달린 가방, 많은 화려한 헤어클립, 그리고 더 연한 화장을 하는 것을 뽐내고 있다. 음악은 더 듣기 좋고 가사는 더 가볍고 더 행복하다. 밴드로는 An Cafe, Panic Channel, Ichigo69, Lolita23q, SuG, Delacroix, LM.C, Aicle 등이 있다.

### 앵글러계
앵글러계는 종종 비주얼 계의 하위 장르와 관련이 있는 어두운 일본의 패션이다. 이 용어는 일본식 지하의 발음에서 유래되었는데, 이것은 지하 극장의 기원을 가리킨다. 이 옷은 쇼와 시대(19261989년)뿐만 아니라 일본 전통 요소의 영향을 많이 받는 경향이 있지만 고트족의 회전이 있다. 화장은 대개 시로누리로 구성되며 어둡고 무겁다. 기모노가 비주얼 키 아티스트에 의해 가장 흔하게 사용되는 반면, 이 스타일은 종종 변형된 일본 교복을 특징으로 한다. 모티브와 장신구는 전후 일본과 오컬트 주위에서 테마로 하고 있다.

### 컬트파티계
하라주쿠 상점 컬트 파티(현재의 성모 마리아로 알려짐)의 이름을 딴 컬트 파티계는 십자가나 성경과 같은 서양 종교 유물에 기반을 둔 비교적 새롭게 만들어진 스타일이다. 일반적인 측면은 실로 연결된 십자가, 부드러운 색상의 직물 층, 많은 크림 레이스, 새틴 활, 성경 인쇄물 등이다. 메이크업과 헤어스타일은 다른 스타일만큼 과장된 것은 아니다. 컬트 파티 케이는 종종 눈에 큰 강조 없이 자연스러운 화장을 하고 장미를 가진 단순한 헤어스타일을 한다. 컬트 파티 케이는 일부 사람들에 의해 돌리 케이의 부분 집합으로 간주된다.

### 돌리계
돌리계는 일본의 관점으로 바라본 중세와 유럽 동화, 특히 그림 형제와 한스 크리스티안 안데르센의 유럽 동화를 바탕으로 한 스타일이다. 그것은 많은 빈티지 스타일의 옷을 포함하고 있고 때때로 종교적인 상징을 가지고 있다. 그리무어는 일본에서 '돌리케이 패션계의 선구자'로 묘사되어 온 가게이다.

### 페어리계
페어리계는 1980년대 패션에 바탕을 둔 아이 같은 스타일이다. 의상은 파스텔 색상(라벤더, 베이비 블루, 연한 핑크, 민트 그린, 옅은 노란색 등), 천사, 장난감, 1980년대와 1990년대 초반의 서양 장난감 라인의 귀여운 모티브와 요소, Polly Pocket, My Little Pony, Strawberry Shortcake, Rainbow Brite, Popples, Lady Lovely Locks, Barbie, Wuzzles, Care Bears 같은 액세서리이다. 파스텔 색상의 머리카락은 흔한 것이지만, 자연색 머리카락은 보통 단순하게 유지되고 귀엽거나 파스텔로 장식 된다. 활 또한 흔한 테마이다. 요정계라는 용어는 지퍼라는 잡지에서 유래되었다.

### 모리계
'모리' ('숲'을 뜻하는) 패션은 플로트 드레스나 카디건과 같이 부드럽고 느슨하게 어울리는 옷을 사용한다. 천연 직물(면, 린넨, 울)과 자연 테마의 수제 또는 빈티지 액세서리에 중점을 두고 있다. 색채 배합은 가볍고 중립적인 경향이 있지만, 징검다리나 꽃과 같은 패턴도 사용될 수 있다. 헤어스타일에 있어서, 앞머리와 땋은 머리는 매우 인기 있다. 이 스타일은 인형 같은 외관을 만드는 것이 목표라는 점에서 돌리계와 비슷하지만, 좀 더 캐주얼하고 흙투성이가 된다.

### 핍스
'핍스'는 온라인 잡지 PEEPS에 의해 하라주쿠의 지하 장면에서 대중화된 90년대 영감을 받은 스포티한 스타일이다. 그것은 일본 여성잡지 메리에 의해 2020년의 주요 트렌드 중 하나로 뽑혔다.

### 기모노 스타일
일본에는 서양 의류가 널리 퍼져있음에도 불구하고, 일본 패션은 여전히 전통 의복에 의해 영향을 받고 있는데, 대부분의 사람들은 결혼식과 졸업식 그리고 다른 공식적인 자리에서만 기모노를 입지만, 여전히 일상 생활에서도 기모노를 입는다.
일상복으로 기모노를 입는 사람들의 수가 크게 줄었음에도 불구하고 일본의 젊은 세대들은 여전히 기모노와 현대적인 스타일을 혼합하는 것을 볼 수 있는데, 일반적인 게타와 칸자시가 아닌 현대적인 신발과 액세서리를 착용하고 있다. 디자이너 이세이 미야케의 "탄젠" 컬렉션과 같이 기모노를 영감으로 사용한 현대 디자이너들도 있다.

## 패션 산업 및 인기 브랜드
일본의 스트리트 패션은 다양한 스타일과 장르가 혼합된 것으로 알려져 있고, 모든 패션 그룹에 지속적으로 어필할 수 있는 단 하나의 인기 브랜드도 없지만, 패션에 민감한 사람들이 만들어내는 엄청난 수요는 일본의 활기찬 패션 산업으로부터 충족되고 지지를 받고 있다. 이세이 미야케, 요지 야마모토, 꼼데 가르송은 일본 패션의 3대 주춧돌 브랜드라고들 한다. 그들은 1980년대 초 단색 컬러와 첨단 디자인의 집중적인 사용으로 일본의 패션 세력으로 특히 인정받았다.
1950년대부터, 오니쓰카 타이거 (현재의 ASICS로 알려져 있는)와 같이 길거리 패션에 특별히 맞춘 몇몇 브랜드들이 있었다.
일본은 또한 외국 명품 브랜드를 많이 소비하는 것으로 알려져 있다. 2006년 자료에 따르면, 일본은 전 세계 명품의 41%를 소비했다. 버버리의 블루 라인은 이 분야에서 가장 성공적이다.

## 국제적 영향력
일본의 거리 패션은 미국 서부 지역에 영향을 미친다. 꼼데 가르송과 같은 고급 패션 브랜드는 1980년대 이후, 특히 다른 브랜드와의 잦은 크로스오버 게스트 디자인으로 인해 세계 산업에서 큰 역할을 해 왔다. 2008년에 레이 가와쿠보는 루이비통과 H&M을 위해 디자인했다.
야마나카 도모코의 작품은 2010년 런던 패션 위크에서 소개되었다.

## 사회적 동기
개인적인 패션 선택과 폭넓은 패션 운동에 대한 상호작용과 참여를 이끄는 사회적 동기는 일본 내에서 복잡하다.
첫째로, 일본 젊은이들이 사용할 수 있는 가처분소득이 비교적 많다. 역사적으로 많은 사람들이, 일본 젊은이들의 가처분소득이 많은 것이 다른 나라들보다 훨씬 더 오랫동안 그들의 부모와 함께 살고 있는 것이 생활비를 줄이고, 따라서 의복에 더 많은 돈을 쓰게 하는 것을 가능하게 했다고 주장한다.
게다가, 오늘날 (특히 하라주쿠 지역에서) 계속되고 있는 1960년대와 1970년대에 강한 청소년 문화의 출현은 새로운 스타일, 외모, 패션 하위 문화의 발전을 크게 이끌었다. 1980년대 경제 호황기에 일본의 국민성(國民性)에 중요한 역할을 했던 소비주의 부상은 1990년대 경제 번들이 터진 뒤에도 패션 구매에 계속 영향을 미치고 있다. 이러한 요인들은 한 번에 인기 있는 스타일의 빠른 이직과 가변성을 야기한다.

## 같이 보기
- 캠프 (양식)
- 카와이
- 코스프레
- 갸루